# Kvalspelet till herrarnas turnering i handboll vid olympiska sommarspelen 2012
Kvalspelet till herrarnas turnering i handboll vid olympiska sommarspelen 2012 innefattar de turneringar som leder fram till att ett nationellt herrlandslag säkrar en plats i de olympiska sommarspelen 2012.
Totalt 12 lag får ställa upp och Storbritannien är automatiskt kvalificerade i egenskap av värdnation.

## Kvotplatser
| Kontinent                           | Slutdatum       | Spelplats | Platser | Kvalificerade lag |
| ----------------------------------- | --------------- | --------- | ------- | ----------------- |
| Värdnation                          | -               | -         | 1       | Storbritannien    |
| Världen (mästerskap)                | 30 januari 2011 | Sverige   | 1       | Frankrike         |
| Amerika (mästerskap)                | 24 oktober 2011 | Mexiko    | 1       | Argentina         |
| Asien (kvaltävling)                 | 2 november 2011 | Sydkorea  | 1       | Sydkorea          |
| Afrika (mästerskap)                 | 21 januari 2012 | Marocko   | 1       | Tunisien          |
| Europa (mästerskap)                 | 29 januari 2012 | Serbien   | 1       | Danmark           |
| Olympiska kvalifikationsturneringar | 8 april 2012    | Spanien   | 2       | Spanien · Serbien |
| Olympiska kvalifikationsturneringar | 8 april 2012    | Sverige   | 2       | Sverige · Ungern  |
| Olympiska kvalifikationsturneringar | 8 april 2012    | Kroatien  | 2       | Island · Kroatien |
| Totalt                              |                 |           | 12      |                   |

| Färgförklaring                                                                                        |
| --- |
| Laget har kvalificerat sig till den olympiska turneringen 2012                                        |
| Laget har kvalificerat sig till den olympiska kvalifikationsturneringen genom världsmästerskapen      |
| Laget har kvalificerat sig till den olympiska kvalifikationsturneringen genom kontinentala mästerskap |

## Världsmästerskapen
| Plac. | Lag        |
| ----- | ---------- |
| 1     | Frankrike  |
| 2     | Danmark    |
| 3     | Spanien    |
| 4     | Sverige    |
| 5     | Kroatien   |
| 6     | Island     |
| 7     | Ungern     |
| 8     | Polen      |
| 9     | Norge      |
| 10    | Serbien    |
| 11    | Tyskland   |
| 12    | Argentina  |
| 13    | Sydkorea   |
| 14    | Egypten    |
| 15    | Algeriet   |
| 16    | Japan      |
| 17    | Slovakien  |
| 18    | Österrike  |
| 19    | Rumänien   |
| 20    | Tunisien   |
| 21    | Brasilien  |
| 22    | Chile      |
| 23    | Bahrain    |
| 24    | Australien |

## Kontinentala mästerskap

### Afrika
Den vinnande nationen kvalificerade sig till den olympiska turneringen, tvåan erhöll en plats i en olympisk kvalturnering.
| Plac. | Lag               |
| ----- | ----------------- |
| 1     | Tunisien          |
| 2     | Algeriet          |
| 3     | Egypten           |
| 4     | Marocko           |
| 5     | Senegal           |
| 6     | Angola            |
| 7     | Kamerun           |
| 8     | Kongo-Kinshasa    |
| 9     | Kongo-Brazzaville |
| 10    | Elfenbenskusten   |
| 11    | Gabon             |
| 12    | Burkina Faso      |

### Amerika
Den vinnande nationen kvalificerade sig till den olympiska turneringen, tvåan och trean erhöll en plats i en olympisk kvalturnering.
| Plac. | Lag                     |
| ----- | ----------------------- |
| 1     | Argentina               |
| 2     | Brasilien               |
| 3     | Chile                   |
| 4     | Dominikanska republiken |
| 5     | Kanada                  |
| 6     | Mexiko                  |
| 7     | USA                     |
| 8     | Venezuela               |

### Asien
Den vinnande nationen kvalificerade sig till den olympiska turneringen, tvåan erhöll en plats i en olympisk kvalturnering.
| Plac. | Lag          |
| ----- | ------------ |
| 1     | Sydkorea     |
| 2     | Japan        |
| 3     | Iran         |
| 4     | Saudiarabien |
| 5     | Qatar        |
| 6     | Kina         |
| 7     | Kuwait       |
| 8     | Oman         |
| 9     | Uzbekistan   |
| 10    | Kazakstan    |

### Europa
| Plac. | Lag        |
| ----- | ---------- |
| 1     | Danmark    |
| 2     | Serbien    |
| 3     | Kroatien   |
| 4     | Spanien    |
| 5     | Makedonien |
| 6     | Slovenien  |
| 7     | Tyskland   |
| 8     | Ungern     |
| 9     | Polen      |
| 10    | Island     |
| 11    | Frankrike  |
| 12    | Sverige    |
| 13    | Norge      |
| 14    | Tjeckien   |
| 15    | Ryssland   |
| 16    | Slovakien  |

## Olympiska kvalifikationsturneringar
De olympiska kvalturneringarna spelades mellan den 2 och 4 april 2012.
Antalet platser per kontinent baserades på det högst placerade landet i VM - kontinenten med flest platser i kvalet är därför Europa.
| IHF Kvalturnering #1                                                                                           | IHF Kvalturnering #2                                                                                                  | IHF Kvalturnering #3                                                                                         |
| --- | --- | --- |
| - Spanien (Trea, VM 2011) - Polen (Åtta, VM 2011) - Serbien (Tvåa, Europa 2012) - Algeriet (Tvåa, Afrika 2012) | - Sverige (Fyra, VM 2011) - Ungern (Sjua, VM 2011) - Brasilien (Tvåa, Amerika 2011) - Makedonien (Femma, Europa 2012) | - Kroatien (Femma, VM 2011) - Island (Sexa, VM 2011) - Japan (Tvåa, Asien 2011) - Chile (Trea, Amerika 2011) |

### IHF Kvalturnering #1
| Lag      | S | V | O | F | GM | IM | MS  | P |
| -------- | - | - | - | - | -- | -- | --- | - |
| Spanien  | 3 | 3 | 0 | 0 | 91 | 69 | +22 | 6 |
| Serbien  | 3 | 1 | 1 | 1 | 78 | 73 | +5  | 3 |
| Polen    | 3 | 1 | 1 | 1 | 75 | 85 | −10 | 3 |
| Algeriet | 3 | 0 | 0 | 3 | 65 | 82 | −17 | 0 |

|       | 6 april 2012 | Polen                                | 28 – 27             | Algeriet                 | Centro de Tecnificación, Alicante                        |                                                          |
| 17:30 | 17:30        | B. Jurecki, M. Jurecki – 6 5 st 2 st | (11 – 13) (Rapport) | 8 – M. Berkous 8 st 3 st | Publik: 2 000 Domare: Martin Gjeding & Mads Hansen (DEN) | Publik: 2 000 Domare: Martin Gjeding & Mads Hansen (DEN) |
| 17:30 | 17:30        |                                      |                     |                          | Publik: 2 000 Domare: Martin Gjeding & Mads Hansen (DEN) | Publik: 2 000 Domare: Martin Gjeding & Mads Hansen (DEN) |
| 17:30 | 17:30        |                                      |                     |                          | Publik: 2 000 Domare: Martin Gjeding & Mads Hansen (DEN) | Publik: 2 000 Domare: Martin Gjeding & Mads Hansen (DEN) |

|       | 6 april 2012 | Spanien                         | 30 – 27             | Serbien               | Centro de Tecnificación, Alicante                         |                                                           |
| 20:15 | 20:15        | V. Tomas Gonzalez – 5 2 st 4 st | (11 – 10) (Rapport) | 9 – M. Ilic 6 st 3 st | Publik: 2 500 Domare: Vaclav Horacek & Jiri Novotny (CZE) | Publik: 2 500 Domare: Vaclav Horacek & Jiri Novotny (CZE) |
| 20:15 | 20:15        |                                 |                     |                       | Publik: 2 500 Domare: Vaclav Horacek & Jiri Novotny (CZE) | Publik: 2 500 Domare: Vaclav Horacek & Jiri Novotny (CZE) |
| 20:15 | 20:15        |                                 |                     |                       | Publik: 2 500 Domare: Vaclav Horacek & Jiri Novotny (CZE) | Publik: 2 500 Domare: Vaclav Horacek & Jiri Novotny (CZE) |

|       | 7 april 2012 | Serbien                        | 25 – 25             | Polen                          | Centro de Tecnificación, Alicante                        |                                                          |
| 17:30 | 17:30        | I. Nikcevic – 6 6 st 2 st 1 st | (14 – 15) (Rapport) | 4 – tre spelare 5 st 3 st 1 st | Publik: 1 000 Domare: Martin Gjeding & Mads Hansen (DEN) | Publik: 1 000 Domare: Martin Gjeding & Mads Hansen (DEN) |
| 17:30 | 17:30        |                                |                     |                                | Publik: 1 000 Domare: Martin Gjeding & Mads Hansen (DEN) | Publik: 1 000 Domare: Martin Gjeding & Mads Hansen (DEN) |
| 17:30 | 17:30        |                                |                     |                                | Publik: 1 000 Domare: Martin Gjeding & Mads Hansen (DEN) | Publik: 1 000 Domare: Martin Gjeding & Mads Hansen (DEN) |

|       | 7 april 2012 | Algeriet                       | 20 – 28            | Spanien                           | Centro de Tecnificación, Alicante                                    |                                                                      |
| 20:15 | 20:15        | MA. Mokrani – 8 6 st 2 st 1 st | (9 – 14) (Rapport) | 6 – J. Canellas Reixach 4 st 3 st | Publik: 1 750 Domare: Kenneth Abrahamsen & Arne M. Kristiansen (NOR) | Publik: 1 750 Domare: Kenneth Abrahamsen & Arne M. Kristiansen (NOR) |
| 20:15 | 20:15        |                                |                    |                                   | Publik: 1 750 Domare: Kenneth Abrahamsen & Arne M. Kristiansen (NOR) | Publik: 1 750 Domare: Kenneth Abrahamsen & Arne M. Kristiansen (NOR) |
| 20:15 | 20:15        |                                |                    |                                   | Publik: 1 750 Domare: Kenneth Abrahamsen & Arne M. Kristiansen (NOR) | Publik: 1 750 Domare: Kenneth Abrahamsen & Arne M. Kristiansen (NOR) |

|       | 8 april 2012 | Serbien                | 26 – 18             | Algeriet                | Centro de Tecnificación, Alicante                         |                                                           |
| 17:30 | 17:30        | M. Vujin – 6 5 st 3 st | (15 – 10) (Rapport) | 5 – O. Benali 3 st 4 st | Publik: 1 000 Domare: Vaclav Horacek & Jiri Novotny (CZE) | Publik: 1 000 Domare: Vaclav Horacek & Jiri Novotny (CZE) |
| 17:30 | 17:30        |                        |                     |                         | Publik: 1 000 Domare: Vaclav Horacek & Jiri Novotny (CZE) | Publik: 1 000 Domare: Vaclav Horacek & Jiri Novotny (CZE) |
| 17:30 | 17:30        |                        |                     |                         | Publik: 1 000 Domare: Vaclav Horacek & Jiri Novotny (CZE) | Publik: 1 000 Domare: Vaclav Horacek & Jiri Novotny (CZE) |

|       | 8 april 2012 | Spanien                               | 33 – 22            | Polen                     | Centro de Tecnificación, Alicante                                    |                                                                      |
| 20:15 | 20:15        | R. Entrerrios Rodriguez – 6 2 st 2 st | (18 – 9) (Rapport) | 4 – tre spelare 3 st 2 st | Publik: 1 500 Domare: Kenneth Abrahamsen & Arne M. Kristiansen (NOR) | Publik: 1 500 Domare: Kenneth Abrahamsen & Arne M. Kristiansen (NOR) |
| 20:15 | 20:15        |                                       |                    |                           | Publik: 1 500 Domare: Kenneth Abrahamsen & Arne M. Kristiansen (NOR) | Publik: 1 500 Domare: Kenneth Abrahamsen & Arne M. Kristiansen (NOR) |
| 20:15 | 20:15        |                                       |                    |                           | Publik: 1 500 Domare: Kenneth Abrahamsen & Arne M. Kristiansen (NOR) | Publik: 1 500 Domare: Kenneth Abrahamsen & Arne M. Kristiansen (NOR) |

### IHF Kvalturnering #2
| Lag        | S | V | O | F | GM | IM | MS  | P |
| ---------- | - | - | - | - | -- | -- | --- | - |
| Sverige    | 3 | 3 | 0 | 0 | 78 | 66 | +12 | 6 |
| Ungern     | 3 | 2 | 0 | 1 | 80 | 79 | +1  | 4 |
| Brasilien  | 3 | 1 | 0 | 2 | 75 | 81 | −6  | 2 |
| Makedonien | 3 | 0 | 0 | 3 | 76 | 83 | −7  | 0 |

|       | 6 april 2012 | Ungern                             | 28 – 26             | Makedonien               | Scandinavium, Göteborg                                  |                                                         |
| 14:45 | 14:45        | G. Csaszar, C. Perez – 6 8 st 3 st | (15 – 13) (Rapport) | 7 – K. Lazarov 4 st 3 st | Publik: 5 004 Domare: Oscar Raluy & Angel Sabrosa (ESP) | Publik: 5 004 Domare: Oscar Raluy & Angel Sabrosa (ESP) |
| 14:45 | 14:45        |                                    |                     |                          | Publik: 5 004 Domare: Oscar Raluy & Angel Sabrosa (ESP) | Publik: 5 004 Domare: Oscar Raluy & Angel Sabrosa (ESP) |
| 14:45 | 14:45        |                                    |                     |                          | Publik: 5 004 Domare: Oscar Raluy & Angel Sabrosa (ESP) | Publik: 5 004 Domare: Oscar Raluy & Angel Sabrosa (ESP) |

|       | 6 april 2012 | Sverige                  | 25 – 20             | Brasilien                | Scandinavium, Göteborg                                  |                                                         |
| 17:00 | 17:00        | J. Larholm – 5 4 st 3 st | (12 – 10) (Rapport) | 5 – F. Ribeiro 5 st 3 st | Publik: 7 124 Domare: Nenad Krstic & Peter Ljubic (SLO) | Publik: 7 124 Domare: Nenad Krstic & Peter Ljubic (SLO) |
| 17:00 | 17:00        |                          |                     |                          | Publik: 7 124 Domare: Nenad Krstic & Peter Ljubic (SLO) | Publik: 7 124 Domare: Nenad Krstic & Peter Ljubic (SLO) |
| 17:00 | 17:00        |                          |                     |                          | Publik: 7 124 Domare: Nenad Krstic & Peter Ljubic (SLO) | Publik: 7 124 Domare: Nenad Krstic & Peter Ljubic (SLO) |

|       | 7 april 2012 | Brasilien                 | 27 – 29             | Ungern                                | Scandinavium, Göteborg                                  |                                                         |
| 13:45 | 13:45        | FJ. Pacheco – 7 4 st 4 st | (15 – 16) (Rapport) | 6 – G. Csaszar, G. Ivancsik 3 st 4 st | Publik: 3 976 Domare: Oscar Raluy & Angel Sabrosa (ESP) | Publik: 3 976 Domare: Oscar Raluy & Angel Sabrosa (ESP) |
| 13:45 | 13:45        |                           |                     |                                       | Publik: 3 976 Domare: Oscar Raluy & Angel Sabrosa (ESP) | Publik: 3 976 Domare: Oscar Raluy & Angel Sabrosa (ESP) |
| 13:45 | 13:45        |                           |                     |                                       | Publik: 3 976 Domare: Oscar Raluy & Angel Sabrosa (ESP) | Publik: 3 976 Domare: Oscar Raluy & Angel Sabrosa (ESP) |

|       | 7 april 2012 | Makedonien                               | 23 – 27             | Sverige                    | Scandinavium, Göteborg                                       |                                                              |
| 16:00 | 16:00        | K. Lazarov, F. Mirkulovski – 5 2 st 4 st | (12 – 14) (Rapport) | 8 – K. Andersson 5 st 3 st | Publik: 8 333 Domare: Nordine Lazaar & Laurent Reveret (FRA) | Publik: 8 333 Domare: Nordine Lazaar & Laurent Reveret (FRA) |
| 16:00 | 16:00        |                                          |                     |                            | Publik: 8 333 Domare: Nordine Lazaar & Laurent Reveret (FRA) | Publik: 8 333 Domare: Nordine Lazaar & Laurent Reveret (FRA) |
| 16:00 | 16:00        |                                          |                     |                            | Publik: 8 333 Domare: Nordine Lazaar & Laurent Reveret (FRA) | Publik: 8 333 Domare: Nordine Lazaar & Laurent Reveret (FRA) |

|       | 8 april 2012 | Brasilien               | 28 – 27             | Makedonien               | Scandinavium, Göteborg                                  |                                                         |
| 14:45 | 14:45        | GV. Pires – 7 1 st 3 st | (15 – 13) (Rapport) | 6 – K. Lazarov 2 st 4 st | Publik: 4 235 Domare: Nenad Krstic & Peter Ljubic (SLO) | Publik: 4 235 Domare: Nenad Krstic & Peter Ljubic (SLO) |
| 14:45 | 14:45        |                         |                     |                          | Publik: 4 235 Domare: Nenad Krstic & Peter Ljubic (SLO) | Publik: 4 235 Domare: Nenad Krstic & Peter Ljubic (SLO) |
| 14:45 | 14:45        |                         |                     |                          | Publik: 4 235 Domare: Nenad Krstic & Peter Ljubic (SLO) | Publik: 4 235 Domare: Nenad Krstic & Peter Ljubic (SLO) |

|       | 8 april 2012 | Sverige                   | 26 – 23             | Ungern                    | Scandinavium, Göteborg                                       |                                                              |
| 17:00 | 17:00        | F. Petersen – 6 4 st 3 st | (11 – 12) (Rapport) | 8 – G. Harsanyi 4 st 3 st | Publik: 7 289 Domare: Nordine Lazaar & Laurent Reveret (FRA) | Publik: 7 289 Domare: Nordine Lazaar & Laurent Reveret (FRA) |
| 17:00 | 17:00        |                           |                     |                           | Publik: 7 289 Domare: Nordine Lazaar & Laurent Reveret (FRA) | Publik: 7 289 Domare: Nordine Lazaar & Laurent Reveret (FRA) |
| 17:00 | 17:00        |                           |                     |                           | Publik: 7 289 Domare: Nordine Lazaar & Laurent Reveret (FRA) | Publik: 7 289 Domare: Nordine Lazaar & Laurent Reveret (FRA) |

### IHF Kvalturnering #3
| Lag      | S | V | O | F | GM  | IM  | MS  | P |
| -------- | - | - | - | - | --- | --- | --- | - |
| Kroatien | 3 | 3 | 0 | 0 | 102 | 65  | +37 | 6 |
| Island   | 3 | 2 | 0 | 1 | 94  | 78  | +16 | 4 |
| Japan    | 3 | 1 | 0 | 2 | 85  | 103 | −18 | 2 |
| Chile    | 3 | 0 | 0 | 3 | 58  | 93  | −35 | 0 |

|       | 6 april 2012 | Kroatien               | 36 – 22             | Japan                     | Varaždin Arena, Varaždin                                         |                                                                  |
| 18:00 | 18:00        | I. Cupic – 7 2 st 3 st | (16 – 14) (Rapport) | 4 – D. Miyazaki 2 st 3 st | Publik: 2 500 Domare: Michal Badura & Jaroslav Ondogrecula (SVK) | Publik: 2 500 Domare: Michal Badura & Jaroslav Ondogrecula (SVK) |
| 18:00 | 18:00        |                        |                     |                           | Publik: 2 500 Domare: Michal Badura & Jaroslav Ondogrecula (SVK) | Publik: 2 500 Domare: Michal Badura & Jaroslav Ondogrecula (SVK) |
| 18:00 | 18:00        |                        |                     |                           | Publik: 2 500 Domare: Michal Badura & Jaroslav Ondogrecula (SVK) | Publik: 2 500 Domare: Michal Badura & Jaroslav Ondogrecula (SVK) |

|       | 6 april 2012 | Island                        | 25 – 17            | Chile                     | Varaždin Arena, Varaždin                              |                                                       |
| 20:15 | 20:15        | GJ. Sigurdsson – 10 7 st 1 st | (12 – 7) (Rapport) | 2 – sju spelare 2 st 2 st | Publik: 750 Domare: Bogdan Stark & Romeo Stefan (ROU) | Publik: 750 Domare: Bogdan Stark & Romeo Stefan (ROU) |
| 20:15 | 20:15        |                               |                    |                           | Publik: 750 Domare: Bogdan Stark & Romeo Stefan (ROU) | Publik: 750 Domare: Bogdan Stark & Romeo Stefan (ROU) |
| 20:15 | 20:15        |                               |                    |                           | Publik: 750 Domare: Bogdan Stark & Romeo Stefan (ROU) | Publik: 750 Domare: Bogdan Stark & Romeo Stefan (ROU) |

|       | 7 april 2012 | Chile                      | 15 – 35            | Kroatien                              | Varaždin Arena, Varaždin                                         |                                                                  |
| 16:00 | 16:00        | fyra spelare – 2 5 st 3 st | (9 – 17) (Rapport) | 6 – Z. Horvat, H. Batinovic 4 st 2 st | Publik: 2 300 Domare: Michal Badura & Jaroslav Ondogrecula (SVK) | Publik: 2 300 Domare: Michal Badura & Jaroslav Ondogrecula (SVK) |
| 16:00 | 16:00        |                            |                    |                                       | Publik: 2 300 Domare: Michal Badura & Jaroslav Ondogrecula (SVK) | Publik: 2 300 Domare: Michal Badura & Jaroslav Ondogrecula (SVK) |
| 16:00 | 16:00        |                            |                    |                                       | Publik: 2 300 Domare: Michal Badura & Jaroslav Ondogrecula (SVK) | Publik: 2 300 Domare: Michal Badura & Jaroslav Ondogrecula (SVK) |

|       | 7 april 2012 | Japan                          | 30 – 41             | Island                      | Varaždin Arena, Varaždin                              |                                                       |
| 20:15 | 20:15        | K. Kochi, D. Miyazaki – 6 3 st | (11 – 20) (Rapport) | 9 – R. Gunnarsson 2 st 3 st | Publik: 700 Domare: Lars Geipel & Marcus Helbig (GER) | Publik: 700 Domare: Lars Geipel & Marcus Helbig (GER) |
| 20:15 | 20:15        |                                |                     |                             | Publik: 700 Domare: Lars Geipel & Marcus Helbig (GER) | Publik: 700 Domare: Lars Geipel & Marcus Helbig (GER) |
| 20:15 | 20:15        |                                |                     |                             | Publik: 700 Domare: Lars Geipel & Marcus Helbig (GER) | Publik: 700 Domare: Lars Geipel & Marcus Helbig (GER) |

|       | 8 april 2012 | Japan                                  | 33 – 26            | Chile                             | Varaždin Arena, Varaždin                              |                                                       |
| 15:30 | 15:30        | M. Suematsu, D. Miyazaki – 5 3 st 3 st | (14 – 9) (Rapport) | 9 – E. Feuchtmann Perez 3 st 2 st | Publik: 500 Domare: Bogdan Stark & Romeo Stefan (ROU) | Publik: 500 Domare: Bogdan Stark & Romeo Stefan (ROU) |
| 15:30 | 15:30        |                                        |                    |                                   | Publik: 500 Domare: Bogdan Stark & Romeo Stefan (ROU) | Publik: 500 Domare: Bogdan Stark & Romeo Stefan (ROU) |
| 15:30 | 15:30        |                                        |                    |                                   | Publik: 500 Domare: Bogdan Stark & Romeo Stefan (ROU) | Publik: 500 Domare: Bogdan Stark & Romeo Stefan (ROU) |

|       | 8 april 2012 | Kroatien                    | 31 – 28             | Island                       | Varaždin Arena, Varaždin                                |                                                         |
| 18:00 | 18:00        | I. Cupic – 9 2 st 3 st 1 st | (18 – 15) (Rapport) | 8 – GV. Sigurdsson 5 st 2 st | Publik: 4 500 Domare: Lars Geipel & Marcus Helbig (GER) | Publik: 4 500 Domare: Lars Geipel & Marcus Helbig (GER) |
| 18:00 | 18:00        |                             |                     |                              | Publik: 4 500 Domare: Lars Geipel & Marcus Helbig (GER) | Publik: 4 500 Domare: Lars Geipel & Marcus Helbig (GER) |
| 18:00 | 18:00        |                             |                     |                              | Publik: 4 500 Domare: Lars Geipel & Marcus Helbig (GER) | Publik: 4 500 Domare: Lars Geipel & Marcus Helbig (GER) |